# Heinz Bechert
Heinz Bechert (München, 26 juni 1932 - Göttingen, 14 juni 2005) was een Duits Indiakundige en boeddholoog.
Van 1965 tot 2000 beheerde hij de leerstoel voor Indiakunde aan de Georg-August-Universität Göttingen. Op zijn initiatief werd het "Indologische Seminar" hernoemd naar "Seminar für Indologie und Buddhismuskunde". Bechert legde de nadruk in zijn onderzoek op de Indologie en het boeddhisme, met als zwaartepunt het Theravada-boeddhisme in Sri Lanka, Zuidoost-Azië en Nepal. Daarbovenop hield hij zich bezig met de boeddhistische overlevering van het Sanskriet in Centraal-Azië en de politieke en sociale betekenis van boeddhistische maatschappij in haar omgeving.
Tot zijn talenkennis behoorde het Tibetaans, Sanskriet, Birmaans, Singalees, Pali en meerdere Prakrits. Hij publiceerde talrijke wetenschappelijke werken. Samen met Ernst Waldschmidt gaf hij het woordenboek Sanskriet opnieuw uit, met de Tibetaans boeddhistische teksten die uit de Turpan-vondsten voortkwamen.